# Charles Hubbard
Charles Hubbard (n. 20 august 1849, Cincinnati, Ohio, SUA – d. 28 martie 1923, Hamilton⁠(d), Ohio, SUA) a fost un arcaș ce a reprezentat Statele Unite ale Americii, medaliat olimpic. A participat la o ediție a Jocurilor Olimpice (1904) în care a câștigat o medalie de argint.

## Participări
Lista de mai jos prezintă principalele competiții la care a participat Charles Hubbard de-a lungul carierei.
- archery at the 1904 Summer Olympics – men's team round[*]